# Dyckia remotiflora
Dyckia remotiflora là một loài thực vật có hoa trong họ Bromeliaceae. Loài này được A.Dietr. mô tả khoa học đầu tiên năm 1833.

## Hình ảnh

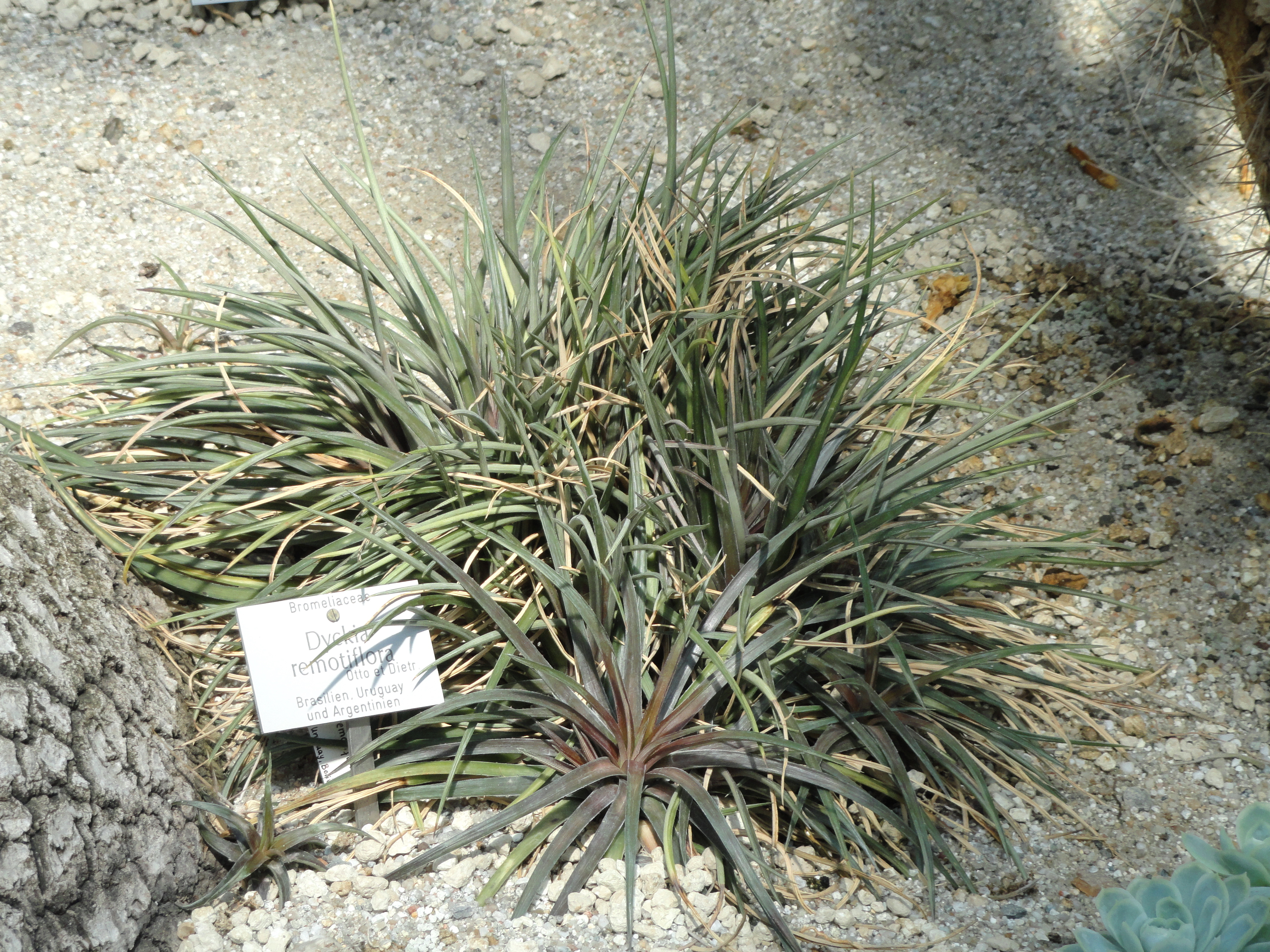
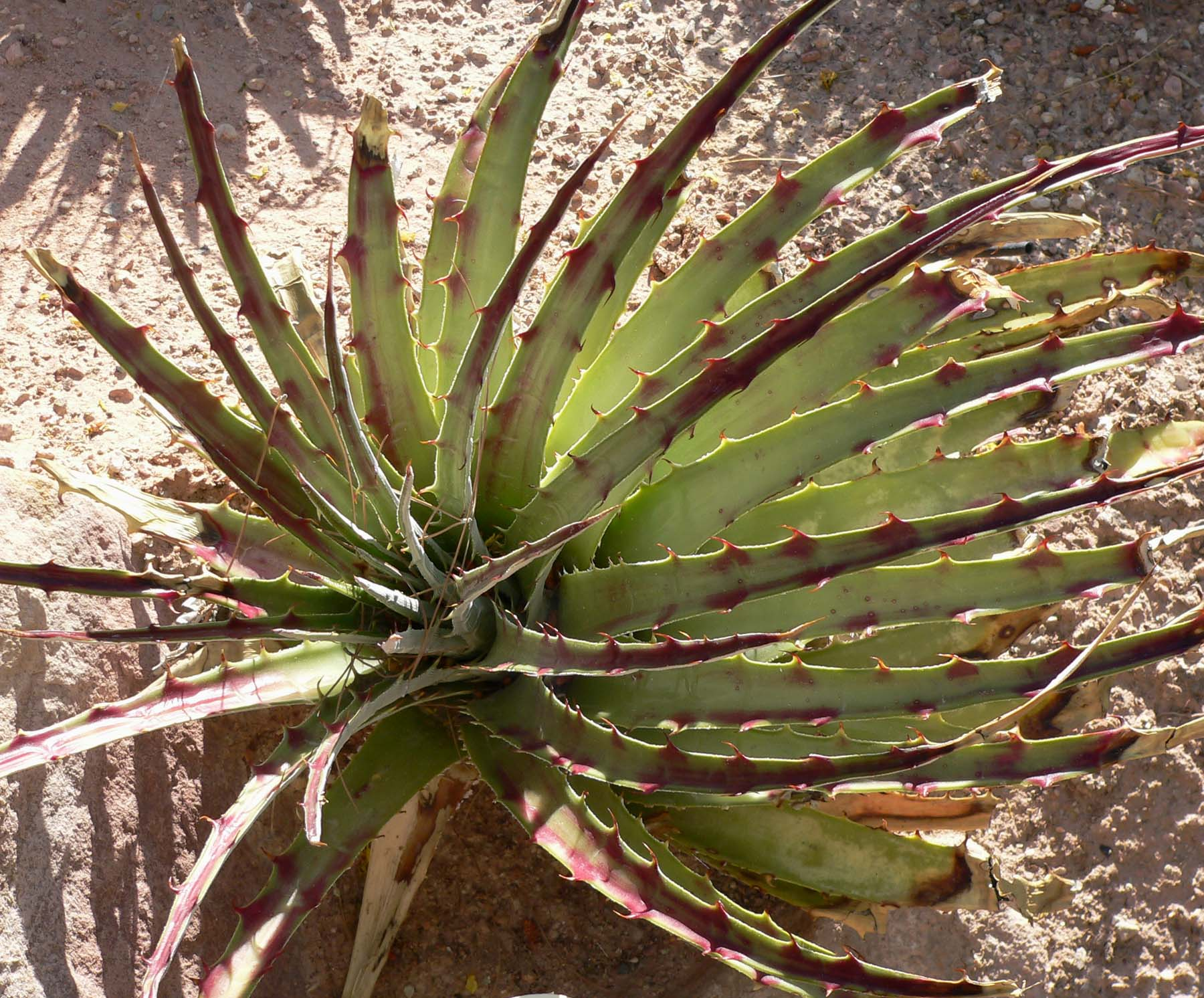
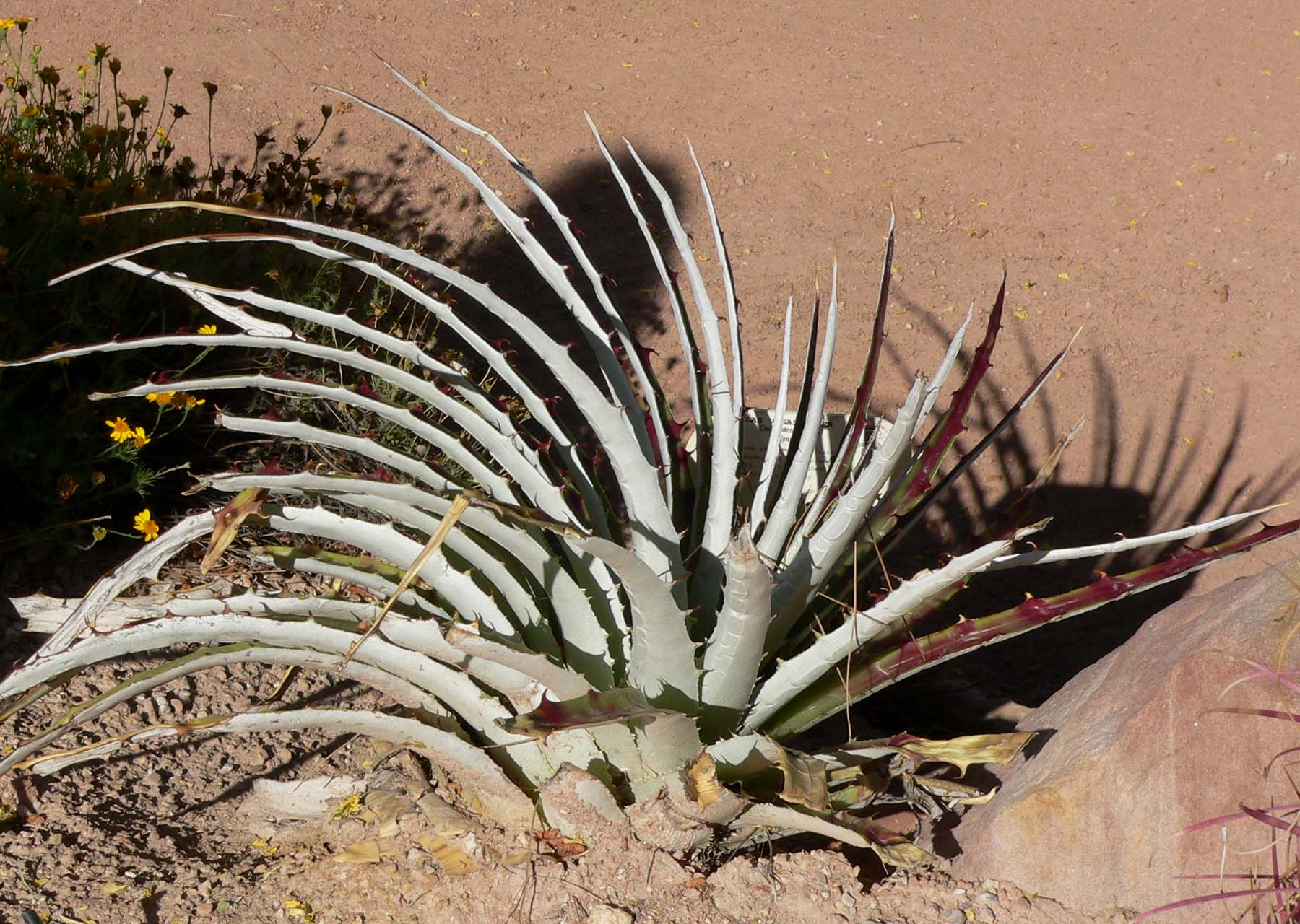
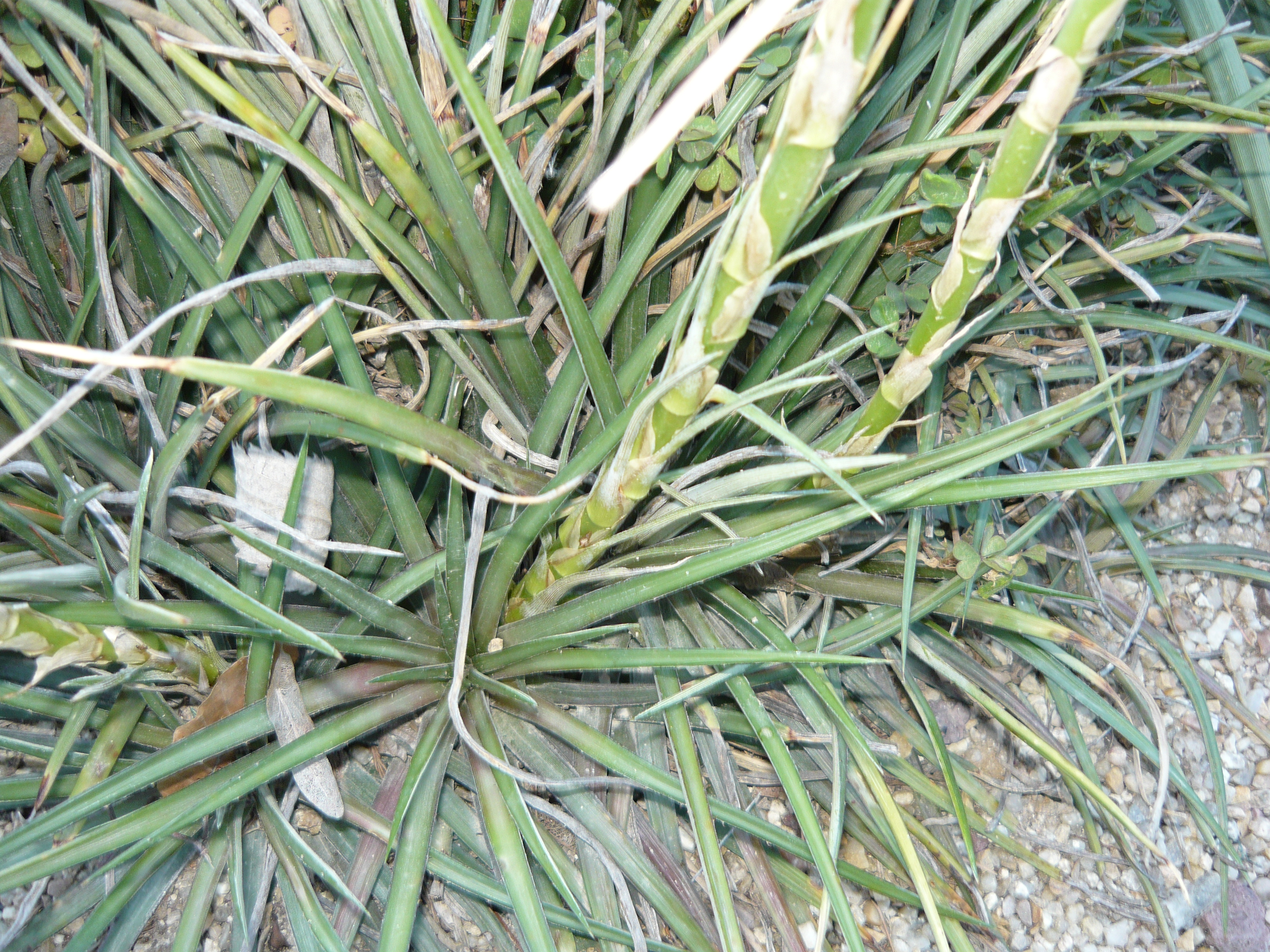